# فطوم الأسود
فطوم الأسود (25 ديسمبر 1976 -) هي سياسية تونسية.

## حياتها ونشأتها
ولدت في 25 ديسمبر 1976 في تونس العاصمة. قيادية في حزب حركة النهضة ذات التوجه الإسلامي.

كانت نائبة في المجلس الوطني التأسيسي وذلك بعد انتخابها في انتخابات 23 أكتوبر 2011 وحتى 2014 عن حركة النهضة في دائرة صفاقس الأولى الانتخابية.
بدأت فطوم الأسود تعليمها في زغوان، ثم انتقلت إلى جبنيانة، أين تحصلت على شهادة الباكالوريا في الآداب. إلتحقت بعد ذلك إلى كلية العلوم القانونية والسياسية والاجتماعية بتونس، أين تحصلت على ماجستير في القانون الأساسي. وبعدها بدأت ممارسة مهنة المحاماة.

أثناء دراستها وعملها كانت فطوم الأسود قريبة من أفكار حزب حركة النهضة المحظورة، وتعرضت لضغوطات في الجامعة بسبب ارتدائها الحجاب، ولكنها لم تنظم إليها فعليا إلى بعد الثورة التونسية في 14 يناير 2011.

بعد الثورة التونسية، انتخبت في انتخابات 23 أكتوبر 2011 كنائبة في المجلس الوطني التأسيسي عن حركة النهضة في دائرة صفاقس الأولى الانتخابية. في المجلس كانت نائبة رئيس لجنة القضاء العدلي والإداري والمالي والدستوري، وعضوة لجنة فرز الترشحات لعضوية الهيئة العليا المستقلة للانتخابات، وأيضا عضوة لجنة القطاعات الخدماتية.
فطوم الأسود متزوجة وأم لإبنين.

## مقالات ذات صلة
- حركة النهضة (تونس).

## روابط خارجية
- السيرة الذاتية لفطوم الأسود على موقع مرصد المجلس الوطني التأسيسي التابع لمنظمة البوصلة.